# Conservadorismo nacional
Conservadorismo nacional (também conhecido como nacional-conservadorismo, conservadorismo nacionalista ou nacionalismo conservador) é uma variante nativista do conservadorismo que se concentra em defender a identidade cultural nacional e o papel político da religião. Os nacional-conservadores geralmente combinam o conservadorismo com posições culturalmente nacionalistas, enfatizando valores familiares e oposição à imigração (de ilegais ou total). Contudo, entre eles não há consenso quanto a economia, uns defendendo menor e outros maior intervencionismo estatal. Partidos nacional-conservadores muitas vezes têm raízes em ambientes com uma base rural, tradicionalista ou periférica, contrastando com a base de apoio mais urbana dos partidos conservadores liberais.
Ideologicamente, além dos nacional-conservadores se inclinarem ao patriotismo, ao nativismo e ao conservadorismo social, por vezes tendem ao monoculturalismo, enquanto se opõem ao internacionalismo e ao globalismo, sendo que os mais radicais condenam o multiculturalismo e o pluralismo cultural. Os nacional-conservadores aderem a uma forma de nacionalismo cultural que enfatiza a preservação da identidade cultural nacional.
Na Europa, muitos nacional-conservadores adotam um postura eurocética. Na Europa central e oriental pós-comunista, a maioria dos partidos conservadores desde 1989 seguiu uma ideologia nacional-conservadora.

## Ideologia

### Políticas de costumes
Ideologicamente, o conservadorismo nacional não é uma filosofia uniforme, mas os seus adeptos expressaram amplamente o apoio ao nativismo, ao patriotismo, ao assimilacionismo e ao monoculturalismo. Ao mesmo tempo, há oposição expressa ao internacionalismo, à política racial, ao multiculturalismo e ao globalismo. Os conservadores nacionais aderem a uma forma de nacionalismo cultural que enfatiza a preservação da identidade nacional, bem como da identidade cultural. Como resultado, muitos são a favor da assimilação pela cultura dominante, restrições à imigração e políticas rigorosas de lei e ordem.
Os partidos nacional-conservadores apoiam os valores familiares tradicionais, os papéis de gênero e o papel público da religião, sendo críticos da separação entre Igreja e Estado. Segundo a cientista política austríaca Sieglinde Rosenberger, "o conservadorismo nacional elogia a família como um lar e um centro de identidade, solidariedade e tradição". Opõe-se à "agenda de 1968" de emancipação relacionada com o gênero.

### Políticas econômicas
Os partidos nacional-conservadore em diferentes países não partilham necessariamente uma posição comum sobre política econômica. As suas opiniões podem variar desde o apoio à economia mista até uma abordagem mais laissez-faire. No primeiro caso, mais comum, os nacional-conservadores podem ser distinguidos dos conservadores liberais, para os quais as políticas econômicas de mercado livre, a desregulamentação e a restrição de gastos são as principais prioridades. Alguns comentadores identificaram de fato um fosso crescente entre o conservadorismo nacional e o conservadorismo liberalista: "A maioria dos partidos da direita [hoje] são dirigidos por conservadores economicamente liberais que, em vários graus, marginalizaram os conservadores sociais, culturais e nacionais".
O nacional-conservadorismo desenvolveu a sua alternativa ao liberalismo econômico através de representantes políticos na Europa pós-comunista, mais notavelmente na Polônia e na Hungria. Nos anos 1990, os nacional-conservadores eram em grande parte fusionistas.  Os trabalhos de Leo Strauss e Eric Voegelin serviram como blocos de construção para as políticas socioeconômicas do movimento nacional-conservador moderno. A acusação de Strauss do capitalismo como "economicismo" através da redução das necessidades individuais ao consumo desempenhou um papel no pensamento nacional-conservador que defende o solidarismo e um papel crescente do Estado na economia para provocar um "nacionalismo financeiro" moralizante em oposição ao comunismo e o individualismo liberal. Dependendo do país, isso pode incluir maior apoio ao protecionismo, ao aumento dos investimentos sociais, ao conservadorismo "pró-trabalhador" e "pró-família", à nacionalização de bancos e empresas estratégicas e à oposição a incentivos fiscais.

### Política externa
Os nacional-conservadores geralmente apoiam uma política externa que defende os interesses da sua nação. Inclinam-se para o militarismo, o unilateralismo e o isolacionismo. Rejeitam o internacionalismo e o multilateralismo que caracterizaram a era global moderna. Muitas vezes têm uma visão negativa da ONU, sentindo que a sua agenda globalista corrói a sua identidade nacional, bem como a UE e outras organizações internacionais.